# NUMB［ナム］ 極限の争奪戦
『NUMB [ナム] 極限の争奪戦』（原題：Numb）は、2015年のカナダのスリラー映画。

## あらすじ
手足に凍傷を負ったウィルは病院でリース医師に起こされ、警察（スティーヴン）の取り調べを受ける。妻ドーンを呼ぶ。
回想シーンが始まる。ウィルは義父（ピート）の経営する会社を妻と訪ね職にありつこうとするが結果は思わしくない。バンクーバーに向かって車を走らせていると、同じくバンクーバー方面に向かうと言うヒッチハイカー2人組を拾う。2人はリーとシェリルと名乗る。道中ガスを入れる際に義父からやはり職の斡旋はできないとの連絡が入る。ドーンは2人を降ろすように提案するが、ウィルはガス代を払ってもらったと断る。夜道を走っていると、老人（コーマック）をひきそうになるがギリギリで回避し、凍えて意識も朦朧としているのを車内に助け入れる。次の休憩場所に着くまでに老人は車内で死亡するが、身に付けていたものから座標らしき数字が書かれた紙切れが見つかる。休憩所にてシェリルが携帯電話を使ってインターネット上の情報を探すと、老人はかつて銀行強盗を行った一味の1人で懲役20年の刑を受けたことやその時の大量の金貨がいまだ見つかっていないことが判明する。リーとシェリルがその大金をどうしても探し出すのだと言うと、乗り気でなかったウィル夫妻も最後には折れる。4人はモーテルで一夜を明かし、翌日大金の捜索に出かける。
ウィルは車で行ける所まで行き、4人はそこから歩いてシェリルが休憩所でくすねたGPSを頼りに目的地を目指す。出発にあたり、シェリルはレンチを、リーは信号拳銃を装備品の中から持ち出す。GPSの指すままにシェリルが進んだ道は断崖に突き当たる。そのまま進むことができず遠回りすることになるが、ドーンが山小屋を見つける。4人が火を起こして食事も用意してくつろごうとしていると、小屋の主（ジェイコブ・キャンベル）が戻ってくる。小屋主は4人に対して警戒心を解かず、ドーンらが金貨を探している場所の紙切れを見せても信用せず、4人を追い出す。小屋を去る際に、ウィルはザイルを持ち出す。ザイルを使って断崖から4人は無事降りることに成功する。歩いているうちにシェリルが低体温症となり、意識を失う。シェリルの手当をしている間にドーンが行方不明となり、ウィルが探し連れ戻す。その夜は雪洞にて過ごすが、ウィルの怪我をした足先が雪洞の外に出ており、凍傷が悪化する。
ウィルは凍傷により脚まで失うことを恐れて引き返すことを主張するが、ドーンも含めて3人は金貨の捜索が優先だと取り合わない。ウィルはようやくザイルの場所までたどり着く。凍った湖を通り抜けた3人は、GPSの音を頼りに雪に覆われた地面を掘り始める。ウィルは途中で眠りそうになりながらも靴ひもやベルトまで使ってザイルをたぐって断崖を登り始める。3人が箱を複数見つけた頃に、ウィルは崖の上まで登り切る。山小屋までたどり着いたウィルは斧を手にして、小屋主殺害も辞さない覚悟であったが、小屋主はすでに息絶えていた。
箱を開けた3人は中に満載の金貨を発見する。ドーンはその場を後にしてウィルのもとに急ごうとするが、シェリルが錯乱してレンチで襲いかかる。ドーンはかわして、逃げる際にシェリルから信号拳銃を奪い、湖の上を引き返す。リーとシェリルは金貨満載の箱を1つ2人で引きずりながら後を追う。シェリルはまたも低体温症で意識が遠のく中、小屋主の酒に毒を盛ったことを白状し、ドーンも同じく殺さねばならぬとリーに告げる。リーはドーンに必死に追いすがり、シェリルを助けるように懇願するが、ドーンはもはや自分の命にしか関心がない。リーが諦めて戻ると、その腕の中でシェリルは息を引き取る。
スノーモービルとライフルを手に入れたウィルは断崖まで戻り、ドーンを守ろうとする。ライフルのスコープから湖上を見ると、ナイフを手にしたリーがドーンに迫ろうとしている。ウィルはドーンに警告をしてリーに向けて発砲するが、2発とも当たらない。ウィルは再び断崖を降り始める。ドーンはリーに追いつかれてナイフで刺されそうになるが、川原の石を手にして反撃する。なおもリーは追いすがるが、ドーンが上着を脱いだ拍子にバランスを崩して川底の岩に頭を強打し息絶える。助かりはしたものの、ドーンは金貨を捨て服も脱ぎ捨てて薄着のまま雪上に横たわる。ウィルはザイルから手を離してしまい、地面に横たわったままライフルを発砲する。それを聞いたドーンは信号弾を撃って応える。ウィルの意識が遠のく中、ドーンが姿を現すが、それは幻影である。ウィルは救助隊員らに救出される。
再び現実に戻る。警官からドーンが死んだこと、リーとシェリルも死んだこと、暴力の痕跡もあるが凍死が直接の死因であること、小屋主も死んだこと、を聞かされる。聴取が終わり病院から立ち去る警官は同僚（アルヴィン）に、金貨を探した一行が4人だけであること、生き残ったウィルは死んだ3人が金貨を発見したことを知らないこと、コーマックは身元不明遺体として火葬場に搬送されていること、金貨はまだ埋もれていることを連絡する。

## スタッフ
- 監督：ジェイソン・R・グード
- 脚本：アンドレ・ハーデン
- 製作：ディラン・ジェンキンソン
- 音楽：アラン・メイランド
- 撮影：ジャン・キーサー

## キャスト
- ウィル：ジェイミー・バンバー（吹替：千葉進歩）
- シェリル：マリー・アヴゲロプロス（吹替：木下紗華）
- リー：アレクス・ポーノヴィッチ（吹替：金光宣明）
- ドーン：ステファニー・フォン・フェッテン（吹替：根本圭子）
- アルヴィン：クレイグ・エリクソン
- ロナー（ジェイコブ）：コリン・カニンガム（吹替：藤原貴弘）
- ピート：ポール・マクギリオン
- スティーヴン巡査：ジーナ・シャレリ
- コーマック：ジョン・ハインスワース